# Yuji Sakakura
Yuji Sakakura (阪倉 裕二, Sakakura Yuji, Yokkaichi, 7 juni 1967) is een Japans voormalig voetballer die als verdediger speelde.

## Carrière
Yuji Sakakura speelde tussen 1990 en 1997 voor JEF United Ichihara, Nagoya Grampus Eight en Brummell Sendai.

## Japans voetbalelftal
Yuji Sakakura debuteerde in 1990 in het Japans nationaal elftal en speelde 6 interlands.

## Statistieken
| Japans voetbalelftal | Japans voetbalelftal | Japans voetbalelftal |
| Jaar                 | Wed.                 | Dlp.                 |
| -------------------- | -------------------- | -------------------- |
| 1990                 | 5                    | 0                    |
| 1991                 | 1                    | 0                    |
| Totaal               | 6                    | 0                    |